# Талаги (посёлок)
Талаги — посёлок в Приморском районе Архангельской области в 9 км севернее Архангельска. Административный центр сельское поселение МО «Талажское».

## География
Посёлок находится на правом берегу протоки Северной Двины Кузнечиха, напротив деревни Повракульская Повракульского сельского поселения.

## Этимология
Наименование Талаг идёт от названия обширной территории северней Архангельска, которое у финно-угров может обозначать «ива, ивняк, ивовый куст».

## История
Жители начали заселять местность в конце XIX—начале XX веков.
В начале 1930-х годов здесь предполагалось построить Архангельский сульфатно-целлюлозный завод, ТЭЦ, канифольный завод. Была расчищена площадка, построены бараки для будущих строителей. Однако в 1931 г. строительство было законсервировано. В 1937 году эти бараки, как и бараки и избушки лесозаготовителей, переданные ЛПХ, явились первыми сооружениями отделения Кулойлага. Талажский лагерный пункт Кулойлага просуществовал с 1937 года по 1942. После произошла реорганизация и этот лагерь ГУЛАГа передали в ведомство Ягринлага. Закрылась Талажская исправительно-трудовая колония в 1960-х годах. 
Чем занимались заключенные?
- Работали на лесоповале, который начался в этих местах ещё в 20-е годы. Древесина, срубленная заключёнными, поставлялась через Талаги на архангельские лесозаводы.
- Строительство было важной частью труда. Первые заключенные строили инфраструктуру самого лагеря: бараки для себя, жилье для охраны и персонала лагеря; клуб; производственные сооружения. Позже заключенные строили: мост через реку Юрас, дорогу на нефтебазу, лесповал в Семиречье, городскую ТЭЦ и аэропорт. Но талажский аэропорт заключенные не успели достроить и появился он позже: в начале 1963 года.
- Занимались хозяйством: сажали картофель, капусту и другие овощи, было тепличное хозяйство для огурцов, помидоров и др. По воспоминаниям у лагеря был коровник с электрической дойкой, сбивали масло, была конюшня.
- Было и другое производство: обжигали известь, изготавливали кирпич, делали мебель (шкафы, столы, гардеробы)[4].

Отрывок воспоминаний о заключенном Степане Шапкине из Цимолы, рассказывает его дочь: <из Пинежского отделения Кулойлага уведен в Талаги>: «Везли на барже, он только шапкой махнул, проезжая мимо дома». Работал там мастером на строительстве: «Строили техникум на ул. Комсомольской. Я к нему ездила, допускали, он был расконвоирован <то есть ходил без охраны>. Он был вроде бы здоров, не худой, в магазине можно было кое-что прикупить, если деньги были. Сказал, что если освободят, домой не поедет. Ho пришло известие от Михаила Кабеева, что С.Н. Шапкин умер. Умер он от истощения, от голода. Потом узнали, что и Кабеев помер. Цимольские мужики <их было 10 человек>, которые были забраны, так почти все поумирали, кто ещё здесь в Красном Бору, кто в Талагах».
Лагерные бараки после ремонта в 1962 году занимала психбольница. Из воспоминаний Алимовых Антонины Александровны и Николая Зардиновича: «Много лет бывшие лагерные бараки после переоборудования использовались как больничные корпуса. Сейчас деревянные корпуса полностью или частично разобраны». 
По некоторым свидетельствам до сих пор можно найти часть этих строений <но мы не проверяли>, а на берегу реки Кузнечихи, где были печи для обжига, до сих пор ничего не растёт, так как «здесь осталось столько кирпичной крошки, что даже при постоянных отливах-приливах она до сих пор лежит по берегу».
В 2020 году в Архангельской областной психиатрической больнице более 70 человек заболели коронавирусной инфекцией COVID-19. Было закрыто на карантин психонаркологическое отделение.

## Экология
В окрестностях посёлка водятся бурые медведи, которые иногда попадаются в расставленные ловушки. Опасность для окружающей среды представляет находящаяся рядом нефтебаза.

## Население
| 2002 | 2010  | 2012  |
| ---- | ----- | ----- |
| 1619 | ↗1829 | ↘1781 |

По переписи 2010 года в деревне было 1829 человек. В 2009 году числилось 1925 человек.

### Карты
- Талаги. Публичная кадастровая карта